# Johanneskirchener Moos
Das Johanneskirchener Moos ist eine überwiegend landwirtschaftlich genutzte Freifläche der bayerischen Landeshauptstadt München. Es ist ein Ausläufer des Erdinger Mooses und gehört zum Münchner Grüngürtel.

## Lage
Das Johanneskirchener Moos liegt im Nordosten Münchens in dem durch die Stadtgrenze gebildeten Dreieck, das sich zwischen die Gemeinden Unterföhring und Aschheim schiebt.

## Geschichte
Ursprünglich war das Johanneskirchener Moos ein Moorgebiet. In den 1920er Jahren wurden große Flächen des Moors trockengelegt und der landwirtschaftlichen Nutzung zugeführt.
Ab 1920 wurden im Moos Kleinhäuser errichtet; seit 1930 gibt es die Straßenbezeichnung Im Moosgrund. Seit 1937/38 und nach 1945 wurde ohne Genehmigung, aber zunächst stillschweigend geduldet, die aus 34 Häusern bestehende Siedlung Am Hierlbach errichtet. Die auch als Mondscheinsiedlung apostrophierte Bebauung sollte nach einem Beschluss des Stadtrats aus dem Jahr 1967 abgebrochen werden; die Siedlung wurde im Jahr 2015 nachträglich legalisiert, nachdem schon im Jahr 2000 eine Änderung der Bauleitplanung eingeleitet worden war.

## Beschreibung

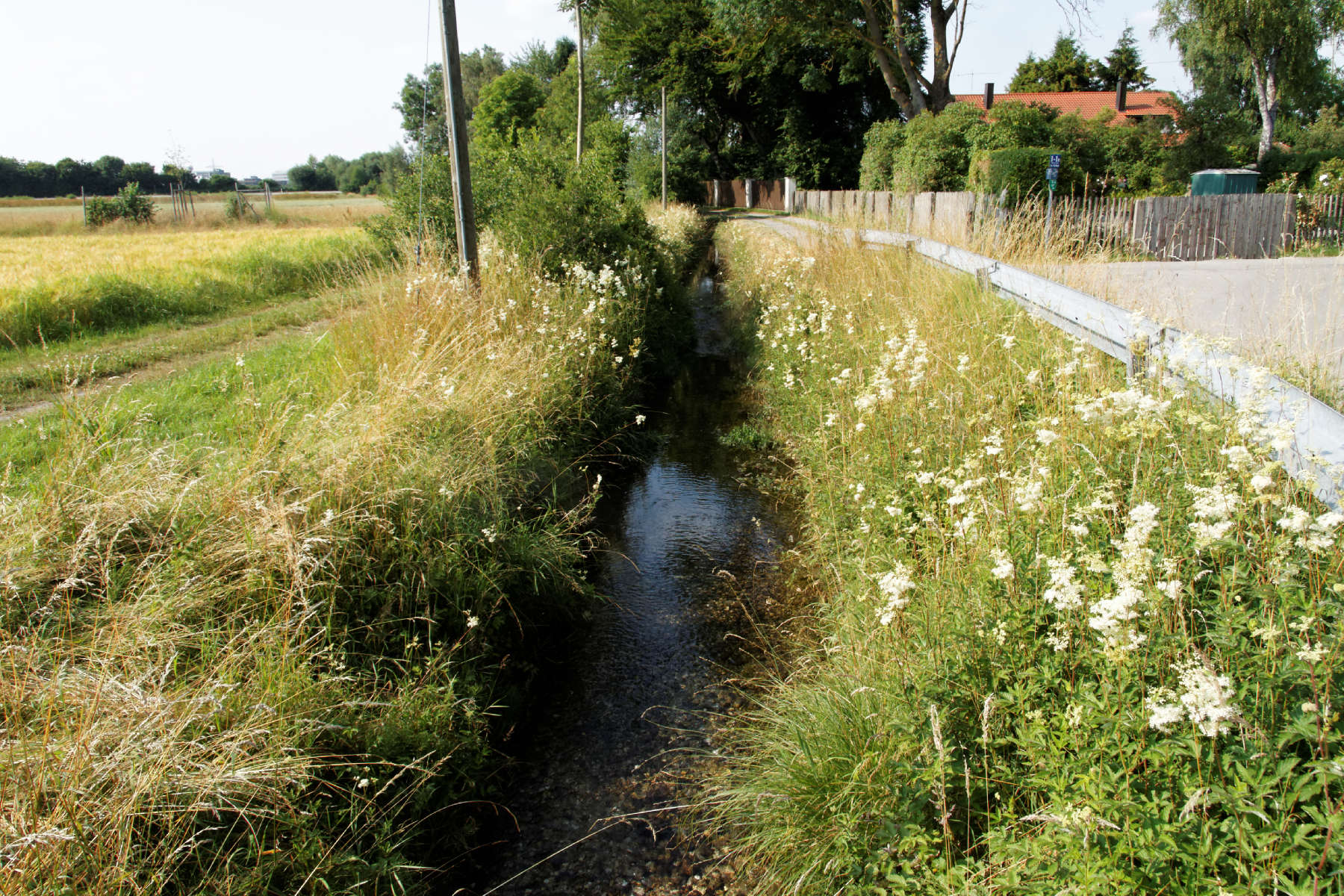
Die Gleißach bei der Kleinsiedlung Am Hüllgraben

Heute ist das Johanneskirchener Moos durch den Ackerbau geprägt. Entwässert wird das Gebiet vor allem durch den Hüllgraben und den Abfanggraben, im Westen von der Gleißach.
An den nicht landwirtschaftlich genutzten Stellen des Mooses wie z. B. in aufgelassenen Kiesgruben, an dem ehemaligen Bahndamm zwischen Johanneskirchen und Feldkirchen und entlang des Hüllgrabens haben sich zahlreiche Biotope gebildet.